# Onur Air

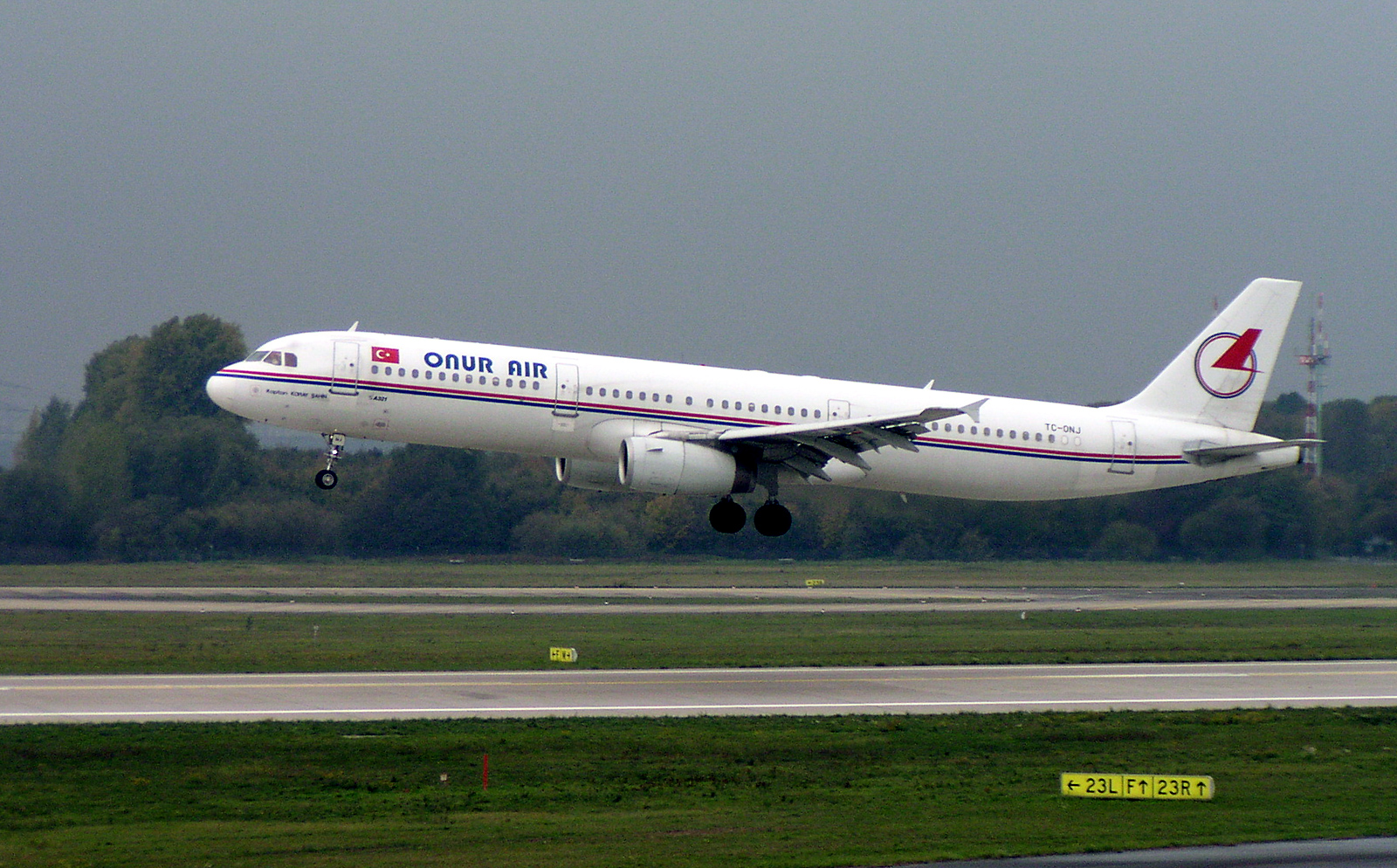
Airbus A321 w starych barwach Onur Air podczas lądowania w Düsseldorfie

Onur Air – nieistniejąca turecka tania linia lotnicza z siedzibą w Stambule. Obsługiwała regularne połączenia między Stambułem i 15 portami lotniczymi na terenie Turcji oraz loty czarterowe do Europy Zachodniej. Główną bazą Onur Air był port lotniczy Stambuł-Atatürk.
Agencja ratingowa Skytrax przyznała linii dwie gwiazdki.
16 kwietnia 2022 linia ogłosiła bankructwo.